# 影山ヒロノブ
影山 ヒロノブ（かげやま ヒロノブ、1961年2月18日 - ）は、日本の歌手、作曲家、編曲家、シンガーソングライター。大阪府大阪市東住吉区出身。HIGHWAY STAR所属。
本名およびレイジー時代の旧芸名は、景山 浩宣（読み同じ）。作詞や作曲の際に山景 宣浩の名義を使用したことがあるほか、『電撃戦隊チェンジマン』関連の楽曲はKAGE（カゲ）名義で歌っている。愛称は、影ちゃん。ほかにJAM Projectのメンバーとしての愛称に長老がある。また、「アニソン界のプリンス」の異名を持つ。
長女は声優の景山梨彩、次女はダンサー・コレオグラファーの景山菜奈。

## 略歴
大阪市立南田辺小学校、大阪市立田辺中学校、明治大学付属中野高等学校定時制卒業（大阪府立大和川高等学校（現：大阪府教育センター附属高等学校）から編入）。実家は理髪店である。16歳のときに小・中学校の同級生だった高崎晃らとバンド・レイジーを結成（ヴォーカル担当）。朝日放送『ハロー・ヤング』に出演、司会のかまやつひろしに認められてバンド全員で上京し、1977年に和製ベイ・シティ・ローラーズの触れ込みでプロデビューする（当時は本名の景山浩宣の名義で活動。愛称はミッシェル）。ヒット曲『赤頭巾ちゃん御用心』を出すものの1981年5月に解散。同年10月、現在の芸名で徳間音楽工業からソロデビュー。
当時、注目度はそれほど高くはなかったものの、国民的人気番組『8時だョ!全員集合』の歌ゲストにレイジー時代からソロデビュー後まで数回出演したこともある。当時は数少ないテレビ出演というのもあり、会場には大勢のファンが詰めかけ、前の席を占領していたという。(関係者談)
1985年に日本コロムビアに移籍し、shibuya eggmanでよく歌っていた。日本コロムビアスタッフから東映への強い推薦で『電撃戦隊チェンジマン』の主題歌を「KAGE」名義で歌い、これがきっかけでオリジナル作品以外にアニメ・特撮の主題歌も歌うようになる。当初はキャラクター作品は興味がなく、アニメソングの歌い手としてはどちらかと言えば遅い出発であったが、1989年に歌ったアニメ『ドラゴンボールZ』のオープニング曲「CHA-LA HEAD-CHA-LA」で170万枚のセールスを記録、1991年の『鳥人戦隊ジェットマン』ではゴールドディスク大賞「アルバム賞学芸部門」を受賞するなど、一気にその知名度を高めた。なお、同時期に発表したオリジナルシングル「好き好き好き」も40万枚以上のセールスを記録している。名実ともに水木一郎、ささきいさお、子門真人らと並んでアニソンの第一人者である。
2000年にレイジーメンバーの井上俊次が設立したレコード会社ランティスへ移籍（専属ではない）、JAM Projectのリーダーとして活躍する。

## 人物
本名が「影山」ではなく「景山」であることを本人も不思議に思っていた時期があり、実父に尋ねると「島根辺りにルーツがあるんじゃないか?」と返答された（これ自体の真相は不明）。実際に島根を訪れて「景山」の表札の多さに驚いたほか、現地周辺でのライブで冗談混じりに聞いたところ、観客の中で数人「景山」を姓に持つ人が見つかったという（2010年1月2日のジャスコ・イオン日吉津店ライブにて本人が発言）。
幼少の頃には地元大阪府にあるひらかたパーク(枚方市)によく遊びに行っていた。岡山市出身である母の生家もまた、父親と同じく理髪店であり、母を含め姉妹（影山の叔母・伯母）全員理髪店に嫁いでいる。そのため、幼少の頃は親戚を訪ねて岡山で遊ぶことも多かったという。
学校のとき、ボーイスカウトに参加し、リーダーを務めていた。同じボーイスカウトのサブリーダーを務めていたのが後にラウドネスのベーシストとなる山下昌良であった。また、『いじめの構造』の著者である森口朗と中学校の同級生である。
作曲に使用している音楽ソフトはMacのDigital PerformerおよびPro Toolsである。
スーパー戦隊シリーズでは『電撃戦隊チェンジマン』（KAGE名義）、『光戦隊マスクマン』、『鳥人戦隊ジェットマン』の3作品で主題歌を担当しており、メイン側の参加ではMoJoと並んで歴代最多タイとなる（コーラスとしては、こおろぎ'73が多数の作品に参加していた）。エンディング曲はこの3作品に『忍風戦隊ハリケンジャー』を加えた計4作品で担当しており、こちらは単独トップである。東映の3大特撮シリーズでは、他にメタルヒーローシリーズで『テツワン探偵ロボタック』の主題歌を担当した。

## その他の活動
その他、以下に挙げるような、多彩な活動を展開している。
- 「アコギな一人旅だぜ」と称する、全国を回るアコースティック・ギターライブ活動を行っている[10]。
- 遠藤正明とのコンビ「鋼鉄兄弟」で「鋼鉄1号」を演じた。
- 1998年に再結成したレイジーとしての活動。
- テレビではCS・キッズステーションにて放送中のアニソン番組『アニぱら音楽館』の司会を担当し、その中でJAM Projectのメンバーでもある遠藤正明ときただにひろしと共にMANGATRIOとしても活動。
- 声優・野川さくらの音楽活動のプロデュース[注 2]。楽曲の一部には参加したり、野川のライブにもゲスト出演する事があった。
- 2002年に須藤賢一、河野陽吾、栗山善親と共にTRY FORCEを結成（主にランティスが関わるアニメ作品の主題歌やBGMを担当）ラジオ番組のパーソナリティーを担当した事もある。
- 『牙狼<GARO>』シリーズへの声優としての出演（水木一郎、鈴木真仁と共にパーソナリティーを務めた『ラジオ・スーパーロボット魂』内のラジオドラマでも声優経験あり）。
- 2003年頃からソロや遠藤正明らの同業者と共に海外のイベント参加やライヴを行い、全世界を股にかけて活動を展開している。
- 2009年、毎年GWに山口県下関市で行われた「巌流島ピクニックコンサート」が縁となり、「巌流島フェスティバル」実行委員会の名誉会長に就任。
- 2011年10月[11]、ギターメーカーのESPにテレキャスターをベースとしたエレクトリック・ギターの製造を依頼し、それをKage☆Star（カゲスター）と名付けた。翌年、自身のアルバムのレコ発ライヴで使ったことがあった。Kage☆Starのピックアップとボディー材は、レイジーの高崎晃の物と同じだという[12]。
- 2012年2月2日、巌流島の決闘400周年を記念し、本人も2004年から巌流島フェスティバルに出演しているため、巌流島PR大使に任命。
- 2016年10月2日から放送開始の仮面ライダーエグゼイドに、声優としてライダーガシャットの声を担当。
- 2017年1月26日、初のLINE LIVE『～影山ヒロノブデビュー40周年記念番組～影生ヒロノブ』が配信された。番組内で鈴木宏子が歌うTVアニメ『ベルサイユのばら』OPテーマ『薔薇は美しく散る』のカバーを披露している。以降、月に1回のLINE LIVEが行われ、番組内でカバーした楽曲を翌月にスタジオ音源がリリースされる。
- 2017年10月27日、オフィシャルサイトより、2018年2月14日にランティスと日本コロムビアからそれぞれ40周年記念アルバムを同時リリースと発表。ランティス側は、2017年から配信されているアニソンカバーをパッケージ化するアルバムを中心に、【40th Anniversary Edition】・【Normal Edition】の2形態にてリリース。日本コロムビア側は、影山がコロムビア在籍時に発表されたアニソンを中心に選曲されるベストアルバムをリリース。
- 2017年12月13日、2017 FNS歌謡祭第2夜に出演し（本人も初出演）、ジャニーズWESTと共に『CHA-LA HEAD-CHA-LA』を披露した。
- 北海道胆振東部地震の影響により9月8日帯広市、9日室蘭市で公演予定の『影山ヒロノブ2018年ソロアコギの旅 9月編公演』を中止[13]。
- 2018年5月19日、きただにひろしと共に、YOSHIKIのYOSHIKI CHANNELにゲストとして登場し、対談・セッションをした。
- 2021年7月25日、LAZYが1980年に発表したアルバム「宇宙船地球号」の完全再現ライブを高崎晃、井上俊次の両名と、無観客配信ライブとして実施[14]。

## ディスコグラフィ
『電撃戦隊チェンジマン』関連の楽曲はすべて「KAGE」名義での発表となっている。

### シングル
|      | 発売日         | タイトル                            | 規格品番   | 備考                            |
| ---- | -------------- | ----------------------------------- | ---------- | ------------------------------- |
| 1st  | 1981年10月1日  | 今日を生きよう                      | CMA-2015   | ソロデビュー曲                  |
| 2nd  | 1982年3月1日   | TRY ME                              | CMA-2022   |                                 |
| 3rd  | 1982年8月25日  | ほとんどクレイジー                  | CMA-2032   |                                 |
| 4th  | 1983年8月25日  | 真夜中のダンス                      | CMA-2047   |                                 |
| 5th  | 1984年7月1日   | STAR DUST MEMORY                    |            | 初のアニメソング                |
| 6th  | 1985年2月21日  | 電撃戦隊チェンジマン                | CK-738     |                                 |
| 7th  | 1985年9月21日  | 若さでチェンジマン                  | CK-756     |                                 |
| 8th  | 1985年4月21日  | 夏が壊れていく-Day Dream Blues-     | AH-607     |                                 |
| 9th  | 1985年11月21日 | St. Elmo's Fire                     | AH-684     |                                 |
| 10th | 1986年2月1日   | スターダストボーイズ                | COCC-9692  |                                 |
| 11th | 1986年5月1日   | 炎のバイオレンス                    | CH-129     |                                 |
| 12th | 1986年11月1日  | WILD BOY                            | AH-780     | 「影山ヒロノブ with Do-ya」名義 |
| 13th | 1987年3月1日   | 光戦隊マスクマン                    | CK-783     |                                 |
| 14th | 1987年7月1日   | ザ・ヘッドマスターズ                | CK-792     |                                 |
| 15th | 1988年5月21日  | 聖闘士神話 〜ソルジャー・ドリーム〜 | 15CC-8050  |                                 |
| 16th | 1989年5月1日   | CHA-LA HEAD-CHA-LA                  | CC-8214    |                                 |
| 17th | 1991年2月21日  | 鳥人戦隊ジェットマン                | CODC-8663  |                                 |
| 18th | 1992年2月26日  | Ready to love                       | KTDR-2033  |                                 |
| 19th | 1992年7月21日  | ダークウォーター                    | CODC-0049  |                                 |
| 20th | 1993年3月21日  | 好き好き好き                        | CODA-0161  |                                 |
| 21st | 1993年4月21日  | Skyscraper 〜摩天楼に抱かれて〜     | SIDN-2     |                                 |
| 22nd | 1993年6月13日  | 紅の流星機                          | KIDA-0063  |                                 |
| 23rd | 1993年7月21日  | キャシャーン〜風の墓標〜            | CODC-0223  |                                 |
| 24th | 1993年8月21日  | 戦うために生まれた戦士              | FMDC-0504  |                                 |
| 25th | 1993年11月21日 | WE GOTTA POWER                      | CODC-273   |                                 |
| 26th | 1994年1月21日  | 瞳を閉じてエミリア                  | SXDR-0011  |                                 |
| 27th | 1994年3月21日  | 奇蹟のビッグ・ファイト              | FMDC-0508  |                                 |
| 28th | 1994年4月24日  | WE ARE REYSOL                       | CODC-410   |                                 |
| 29th | 1994年6月21日  | Do!Challenge                        | CODC-0442  |                                 |
| 30th | 1994年7月21日  | ドラゴンパワー∞                     | FMDC-0514  |                                 |
| 31st | 1994年9月21日  | 出たぞ!隠大将軍!!                   | CODC-0487  |                                 |
| 32nd | 1994年12月21日 | ミニ四駆だ!レッツ&ゴー!!            |            |                                 |
| 33rd | 1995年1月21日  | 鬼神童子ZENKI                       | CODC-0579  |                                 |
| 34th | 1995年3月1日   | 最強のフュージョン                  | FMDC-0518  |                                 |
| 35th | 1995年7月1日   | GET WIN THE"J"                      | CODC-678   |                                 |
| 36th | 1995年7月21日  | 僕たちのスタート                    | VPDG-20613 |                                 |
| 37th | 1995年7月21日  | 俺がやらなきゃ誰がやる              | FMDC-0521  |                                 |
| 38th | 1995年8月19日  | 超鬼神ZENKI、来迎聖臨!              | CODC-0708  |                                 |
| 39th | 1995年8月19日  | 手と手をつなごう!                   | CODC-0709  |                                 |
| 40th | 1995年10月21日 | Dokkan Beat                         | CODC-0748  |                                 |
| 41st | 1996年3月20日  | パワーアップ・タートルズ            | CODC-0906  |                                 |
| 42nd | 1996年7月24日  | Get up! V MAGNUM                    | TODT-3784  |                                 |
| 43rd | 1996年10月19日 | IT WAS 30 YEARS AGO                 | CODC-1048  |                                 |
| 44th | 1996年11月21日 | ONE DREAM,ONE LOVE                  | CODC-1092  |                                 |
| 45th | 1997年2月21日  | GET THE WORLD                       | VIDL-10852 |                                 |
| 46th | 1997年6月21日  | Take A Journey                      | CODC-1204  |                                 |
| 47th | 1997年8月1日   | 「俺たち」のテーマ                  | CODC-1285  |                                 |
| 48th | 1997年9月26日  | がんばれゴエモンのテーマ            | KIDA-7634  |                                 |
| 49th | 1998年2月21日  | My name is カーボーイ               | CODC-1435  |                                 |
| 50th | 1998年2月28日  | なせばなるほどロボタック            | CODC-1431  |                                 |
| 51st | 1998年6月20日  | テツワン探偵ロボタック              | COCC-15084 |                                 |
| 52nd | 1998年7月18日  | テツワン探偵ロボタック2             | CODZ-3082  |                                 |
| 53rd | 1998年9月21日  | Power Of Love                       | AYDM-0157  |                                 |
| 54th | 1998年11月21日 | テツワン探偵ロボタック3             | COTZ-3906  |                                 |
| 55th | 1999年1月20日  | アメノチエガオエガオノチハレ        | FSDA-0007  |                                 |
| 56th | 1999年1月21日  | HEATS                               | AYDM-0163  |                                 |
| 57th | 1999年1月22日  | SMILE AGAIN                         | KIDA-7651  |                                 |
| 58th | 1999年6月17日  | ベースボール天国                    | FSDA-0011  |                                 |
| 59th | 1999年8月1日   | WIN A FIGHT                         | PSDR-5334  |                                 |
| 60th | 1999年11月20日 | 魂のエヴォリューション              | CODC-1800  |                                 |
| 61st | 2000年1月19日  | ヒーローは放送中                    | FSDA-0016  |                                 |
| 62nd | 2000年1月21日  | 千年のソルジャー                    | CODC-1824  |                                 |
| 63rd | 2005年2月23日  | 俺はとことん止まらない!!            | KDSD-0059  |                                 |
| 64th | 2005年8月3日   | CHA-LA HEAD-CHA-LA 〜2005〜         | KDSD-0074  |                                 |
| 65th | 2006年3月24日  | Eternal Love 2006                   | BRDF-3067  |                                 |
| 66th | 2006年11月29日 | 風雲無双伝                          | KECH-1412  |                                 |
| 67th | 2008年12月25日 | 光のさす未来へ!                     | LACM-4555  |                                 |
| 68th | 2009年11月25日 | Progression                         | LACM-4674  |                                 |
| 69th | 2010年2月10日  | EVER LAST                           | QECB-0021  |                                 |
| 70th | 2010年12月22日 | Battle of Omega                     | LACM-4775  |                                 |
| 71st | 2011年10月5日  | 呀 〜Tusk of Darkness〜             | LACM-4810  |                                 |
| 72nd | 2013年6月12日  | ヨーソロー 〜星の海を越えて〜       | LACM-14090 |                                 |
| 73rd | 2022年10月26日 | カナタトオク/ヒカリカナタ           | LACM-24299 |                                 |
| 74th | 2023年2月22日  | ソラノカナタへ                      | LACM-24346 |                                 |
| 75th | 2023年6月21日  | Winner Win!                         | LACM-24386 |                                 |
|      | 2024年1月30日  | むちゃうマンのテーマ                | PCSP.05635 | 配信限定                        |

### アルバム

#### オリジナルアルバム
|      | 発売日         | タイトル           | 規格品番   | レーベル             |
| ---- | -------------- | ------------------ | ---------- | -------------------- |
| 1st  | 1981年12月1日  | BROKEN HEART       |            | 徳間音楽工業         |
| 2nd  | 1982年4月1日   | It's LIVE Runnin   |            | 徳間音楽工業         |
| 3rd  | 1982年12月15日 | FIRST AT LAST      |            | 徳間音楽工業         |
| 4th  | 1983年8月25日  | HORIZON            |            | 徳間音楽工業         |
| 5th  | 1985年6月21日  | BORN AGAIN         |            | 日本コロムビア       |
| 6th  | 2000年4月26日  | I'm in you.        | LACA-5001  | ランティス           |
| 7th  | 2005年12月7日  | Cold Rain          | LACA-5450  | ランティス           |
| 8th  | 2007年7月25日  | 30years3ounce      | LACA-5665  | ランティス           |
| 9th  | 2012年2月8日   | ROCK JAPAN         | LACA-15155 | ランティス           |
| 10th | 2017年7月25日  | A.O.R              | LACA-15660 | ランティス           |
| 11th | 2022年3月18日  | 反撃のおうちロック | HSRA-0003  | HIGHWAY STAR RECORDS |

#### ベストアルバム
|     | 発売日         | タイトル                            | 規格品番      | レーベル                         |
| --- | -------------- | ----------------------------------- | ------------- | -------------------------------- |
| 1st | 1989年2月25日  | THE BEST OF HIRONOBU KAGEYAMA       |               | 徳間ジャパンコミュニケーションズ |
| 2nd | 1992年3月21日  | Stardust Boys                       | COCC-9692     | 日本コロムビア                   |
| 3rd | 1995年4月21日  | CYVOX                               | COCC-12544    | 日本コロムビア                   |
| 4th | 1996年4月20日  | Mixture                             | COCC-13348    | 日本コロムビア                   |
| 5th | 2004年4月7日   | BEST & LIVE                         | BSCH-30014〜5 | ビー!スマイル                    |
| 6th | 2004年12月22日 | GOLDEN☆BEST                         | TKCA-72800    | 徳間ジャパンコミュニケーションズ |
| 7th | 2018年2月14日  | カゲちゃんパック 〜君と僕の大行進〜 | COCX-40115～6 | 日本コロムビア                   |

#### ライブアルバム
|     | 発売日         | タイトル                                 | 規格品番    | レーベル           |
| --- | -------------- | ---------------------------------------- | ----------- | ------------------ |
| 1st | 1995年9月30日  | POWER LIVE'95 CYVOX 〜COMPLETE VERSION〜 | CCOCC-12879 | 日本コロムビア     |
| 2nd | 1998年11月18日 | POWER LIVE '98                           | FSCA-10059  | ファーストスマイル |

#### CD BOX
|     | 発売日        | タイトル                              | 規格品番       | レーベル       |
| --- | ------------- | ------------------------------------- | -------------- | -------------- |
| 1st | 1997年8月21日 | 影山ヒロノブ エタニティ 20周年記念BOX | COCC-14328〜32 | 日本コロムビア |

#### カバーアルバム
|     | 発売日        | タイトル                       | 規格品番   | 備考                                | レーベル   |
| --- | ------------- | ------------------------------ | ---------- | ----------------------------------- | ---------- |
| 1st | 2018年2月14日 | 誰がカバーやねんアニソンショー | LACA-15700 | CD                                  | ランティス |
| 1st | 2018年2月14日 | 誰がカバーやねんアニソンショー | LACA-35700 | CD3枚組＋BD＋DVD2枚組＋フォトブック | ランティス |

### カバー
| タイトル                                           | アレンジ                                      | 収録作品                                                                       | 名義                      |
| -------------------------------------------------- | --------------------------------------------- | ------------------------------------------------------------------------------ | ------------------------- |
| Trust You Forever                                  | 『機動武闘伝Gガンダム』OP2アレンジ            | オムニバスアルバム『スーパーヒーロー作戦 Voコレクション』収録                  |                           |
| 風にひとりで                                       | 劇場版『機動戦士ガンダムII 哀・戦士編』挿入歌 | オムニバスアルバム『ガンダムトリビュート from Lantis』収録                     |                           |
| FLYING IN THE SKY                                  | 『機動武闘伝Gガンダム』OP1アレンジ            | オムニバスアルバム『スーパーロボット大戦ボーカルコレクションROBONATION.1』収録 |                           |
| ゲッターロボ!                                      | 『ゲッターロボ』OPアレンジ                    | オムニバスアルバム『スーパーロボット大戦ボーカルコレクションROBONATION.1』収録 |                           |
| バーニング・ラヴ                                   | 『超獣機神ダンクーガ』EDアレンジ              | オムニバスアルバム『スーパーロボット大戦ボーカルコレクションROBONATION.1』収録 |                           |
| アニメじゃない -夢を忘れた古い地球人よ-            | 『機動戦士ガンダムΖΖ』OPアレンジ              | オムニバスアルバム『スーパーロボット大戦ボーカルコレクション2』収録            |                           |
| STAND UP TO THE VICTORY 〜トゥ・ザ・ヴィクトリー〜 | 『機動戦士Vガンダム』OPアレンジ               | オムニバスアルバム『スーパーロボット大戦ボーカルコレクション2』収録            | 影山ヒロノブwith 水木一郎 |
| メロスのように 〜LONELY WAY〜                      | 『蒼き流星SPTレイズナー』OPアレンジ           | オムニバスアルバム『スーパーロボット大戦ボーカルコレクション2』収録            |                           |
| 行け ザンボット3                                   | 『無敵超人ザンボット3』OPアレンジ             | オムニバスアルバム『スーパーロボット大戦ボーカルコレクション2』収録            |                           |
| TRAMPLED UNDER FOOT                                | レッド・ツェッペリンカバー。                  | オムニバスアルバム『SUPER ROCK SUMMIT 〜天国への階段〜』収録                   |                           |
| STONE COLD                                         | レインボーのカバー。                          | オムニバスアルバム『SUPER ROCK SUMMIT 〜RAINBOW EYES〜』収録                   |                           |
| ワイルド・フラワー                                 | スカイラークのカバー。                        | ソロアルバム『I'm in you.』収録                                                |                           |
| 富士サファリパークのテーマ                         |                                               |                                                                                |                           |
| 薔薇は美しく散る                                   | 鈴木宏子のカバー。                            | 配信限定                                                                       |                           |
| 裏切りの夕焼け                                     | THEATRE BROOKのカバー。                       | 配信限定                                                                       |                           |
| THE REAL FOLK BLUES                                | 山根麻衣のカバー。                            | 配信限定                                                                       |                           |
| 好敵手                                             | ささきいさおのカバー。                        | 配信限定                                                                       |                           |
| カントリーロード                                   | 本名陽子のカバー。                            | 配信限定                                                                       |                           |
| TRUST ME                                           | TWO-MIXのカバー。                             | トリビュートアルバム『TWO-MIX Tribute Album "Crysta-Rhythm"』収録              |                           |
| ぱわわぷたいそう                                   | 中西圭三のカバー。                            |                                                                                |                           |

## 主なタイアップ作品

### 特撮
| タイトル                                      | タイアップ                                        |
| --------------------------------------------- | ------------------------------------------------- |
| 電撃戦隊チェンジマン                          | 電撃戦隊チェンジマン OP                           |
| NEVER STOP チェンジマン                       | 電撃戦隊チェンジマン ED                           |
| ファイト!チェンジロボ                         | 電撃戦隊チェンジマン 挿入歌                       |
| 光戦隊マスクマン                              | 光戦隊マスクマン OP                               |
| 愛のソルジャー                                | 光戦隊マスクマン ED                               |
| オーラに輝け!グレートファイブ                 | 光戦隊マスクマン 挿入歌                           |
| 5つの心でファイブロボ                         | 地球戦隊ファイブマン 挿入歌                       |
| 鳥人戦隊ジェットマン                          | 鳥人戦隊ジェットマン OP                           |
| こころはタマゴ                                | 鳥人戦隊ジェットマン ED                           |
| 時を駆けて                                    | 鳥人戦隊ジェットマン 挿入歌                       |
| ゲームじゃないんだぜ                          | 鳥人戦隊ジェットマン 挿入歌                       |
| ジェットイカロス無敵ロボ!                     | 鳥人戦隊ジェットマン 挿入歌                       |
| ジェットガルーダ鳥のロボ!                     | 鳥人戦隊ジェットマン 挿入歌                       |
| お前がいるから〜JP&ガンギブソン友情のテーマ〜 | 特捜ロボ ジャンパーソン 挿入歌                    |
| 出たぞ!隠大将軍                               | 忍者戦隊カクレンジャー 挿入歌                     |
| 真っ赤な闘魂!レッドパンチャー!!               | 超力戦隊オーレンジャー 挿入歌                     |
| なせばなるほどロボタック                      | テツワン探偵ロボタック OP                         |
| アメノチエガオ エガオノチハレ                 | ボイスラッガー ED                                 |
| Dynamic Soul!!                                | 百獣戦隊ガオレンジャー 挿入歌                     |
| いま 風の中で                                 | 忍風戦隊ハリケンジャー ED                         |
| ダイノガッツがとまらない                      | 爆竜戦隊アバレンジャー 挿入歌                     |
| たたかえ!ガンライザー                         | 鉄神ガンライザー OP                               |
| カナタトオク                                  | ウルトラマンデッカー ED                           |
| ヒカリカナタ                                  | ウルトラマンデッカー ED                           |
| ソラノカナタへ                                | ウルトラマンデッカー最終章 旅立ちの彼方へ… 主題歌 |
| 愛が正義                                      | ナンバーワン戦隊ゴジュウジャー 挿入歌             |

### アニメ
| タイトル                                     | タイアップ                                                                    | 名義                             |
| -------------------------------------------- | ----------------------------------------------------------------------------- | -------------------------------- |
| STAR DUST MEMORY                             | 超時空騎団サザンクロス 挿入歌                                                 |                                  |
| スターダストボーイズ                         | 宇宙船サジタリウス OP                                                         | コーラス - こおろぎ'73           |
| 夢光年                                       | 宇宙船サジタリウス ED                                                         | コーラス - こおろぎ'73           |
| CHA-LA HEAD-CHA-LA                           | ドラゴンボールZ 初代OP                                                        |                                  |
| 戦（I・KU・SA）                              | ドラゴンボールZ この世で一番強いヤツ ED                                       |                                  |
| まるごと                                     | ドラゴンボールZ 地球まるごと超決戦 ED                                         | 影山ヒロノブ、Ammy               |
| 光の旅                                       | ドラゴンボールZ たったひとりの最終決戦〜フリーザに挑んだZ戦士 孫悟空の父〜 ED | 影山ヒロノブ、KUKO               |
| 「ヤ」なことには元気玉!!                     | ドラゴンボールZ 超サイヤ人だ孫悟空 ED                                         |                                  |
| とびっきりの最強対最強                       | ドラゴンボールZ とびっきりの最強対最強 ED                                     |                                  |
| HERO（キミがヒーロー）                       | ドラゴンボールZ 激突!!100億パワーの戦士たち ED                                | 影山ヒロノブ、YUKA               |
| GIRI GIRI－世界極限－                        | ドラゴンボールZ 極限バトル!!三大超サイヤ人 ED                                 | 影山ヒロノブ、YUKA               |
| 青い風のHOPE                                 | ドラゴンボールZ 絶望への反抗!!残された超戦士・悟飯とトランクス ED             |                                  |
| バーニング・ファイト－熱戦・烈戦・超激戦－   | ドラゴンボールZ 燃えつきろ!!熱戦・烈戦・超激戦 ED                             | 影山ヒロノブ、YUKA               |
| 銀河を超えてライジング・ハイ                 | ドラゴンボールZ 銀河ギリギリ!!ぶっちぎりの凄い奴 ED                           |                                  |
| WE GOTTA POWER                               | ドラゴンボールZ 2代目OP、ロート製薬「ロートこどもソフト」CMソング             |                                  |
| 僕達は天使だった                             | ドラゴンボールZ 2代目ED                                                       |                                  |
| 奇跡のビッグファイト                         | ドラゴンボールZ 危険なふたり!超戦士はねむれない ED                            |                                  |
| ドラゴンパワー∞                              | ドラゴンボールZ 超戦士撃破!!勝つのはオレだ ED                                 |                                  |
| 最強のフュージョン                           | ドラゴンボールZ 復活のフュージョン!!悟空とベジータ ED                         |                                  |
| 俺がやらなきゃ誰がやる                       | ドラゴンボールZ 龍拳爆発!!悟空がやらねば誰がやる ED                           |                                  |
| HEATS                                        | 真（チェンジ!!）ゲッターロボ 世界最後の日 後期OP                              |                                  |
| 運命という名の迷路                           | 南国少年パプワくん 挿入歌                                                     |                                  |
| Friends…いつかどこかで                       | 南国少年パプワくん 挿入歌                                                     |                                  |
| 真夏の夢男（ヒーロー）〜シンタローのテーマ〜 | 南国少年パプワくん 挿入歌                                                     |                                  |
| Get Up! V MAGNUM                             | 爆走兄弟レッツ&ゴー!! 挿入歌                                                  |                                  |
| GET THE WORLD                                | 爆走兄弟レッツ&ゴー!!WGP OP                                                   |                                  |
| 「俺たち」のテーマ                           | 爆走兄弟レッツ&ゴー!!WGP 暴走ミニ四駆大追跡! ED                               | 影山ヒロノブ with コロコロキッズ |
| My name is カーボーイ                        | 爆走兄弟レッツ&ゴー!!MAX 前期ED                                               |                                  |
| W-Infinity                                   | GEAR戦士電童                                                                  | 三重野瞳 with 影山ヒロノブ       |
| 聖闘士神話〜ソルジャードリーム〜             | 聖闘士星矢 2代目OP                                                            | 影山ヒロノブ&BROADWAY            |
| 夢旅人                                       | 聖闘士星矢 2代目ED                                                            | 影山ヒロノブ&BROADWAY            |
| ザ・ヘッドマスターズ                         | トランスフォーマー ザ☆ヘッドマスターズ OP                                     |                                  |
| 君はトランスフォーマー                       | トランスフォーマー ザ☆ヘッドマスターズ ED                                     |                                  |
| デストロン讃歌                               | トランスフォーマー ザ☆ヘッドマスターズ 挿入歌                                 |                                  |
| 魂のエヴォリューション                       | ビーストウォーズメタルス 超生命体トランスフォーマー 前期OP                    |                                  |
| 千年のソルジャー                             | ビーストウォーズメタルス 超生命体トランスフォーマー 後期OP                    |                                  |
| バ・ビ・ブ・ベ ビーストウォーズ              | ビーストウォーズメタルス 超生命体トランスフォーマー 前期ED                    |                                  |
| HALLELUYAH                                   | ビーストウォーズメタルス 超生命体トランスフォーマー 後期ED                    |                                  |
| 鬼神童子ZENKI                                | 鬼神童子ZENKI OP                                                              |                                  |
| 超鬼神ZENKI、来迎聖臨!                       | 鬼神童子ZENKI OP                                                              |                                  |
| エンブレム〜名も無き英雄達へ〜               | よみがえる空 -RESCUE WINGS- ED                                                |                                  |
| Fighters                                     | 電脳冒険記ウェブダイバー 後期ED                                               |                                  |
| 非情のソルジャー                             | 装鬼兵MDガイスト OP                                                           |                                  |
| 炎のバイオレンス                             | 装鬼兵MDガイスト ED                                                           |                                  |
| 僕たちのスタート                             | 恐竜冒険記ジュラトリッパー OP                                                 |                                  |
| 覚悟完了！                                   | 覚悟のススメ ED                                                               |                                  |
| Pray                                         | 新世紀GPXサイバーフォーミュラSIN OP                                           | LAZY                             |
| Soul of Rebirth〜時代の鼓動になれ〜          | 新世紀GPXサイバーフォーミュラSIN 最終回OP                                     |                                  |
| SONIC DRIVE                                  | ソニックX OP                                                                  | 影山ヒロノブ&高取ヒデアキ        |
| 超ヒーロー伝説                               | バクマン。 挿入歌                                                             |                                  |
| ヨーソロー 〜星の海を越えて〜                | 宇宙戦艦ヤマト2199 第五章ED                                                   |                                  |
| POWER of LOVE                                | 新世紀GPXサイバーフォーミュラSIN ED                                           |                                  |
| Stellar Compass                              | ID-0 ED                                                                       |                                  |
| Winner Win!                                  | デュエル・マスターズ WIN 決闘学園編 OP                                        |                                  |
| むちゃうマンのテーマ                         | ちいかわ 挿入歌                                                               |                                  |

### ゲーム
| タイトル                        | タイアップ                                           | 備考                           |
| ------------------------------- | ---------------------------------------------------- | ------------------------------ |
| 熱風!疾風!サイバスター          | スーパーロボット大戦シリーズ                         |                                |
| サムライガンマン 斬 ザ・ザーン  | ライジング ザン ザ・サムライガンマン OP              |                                |
| ON THE VERGE OF REVIVAL         | サイキックフォース OP                                |                                |
| Eternal Love 2006               | ギャラクシーエンジェルII OP                          |                                |
| 響け!太鼓の達人                 | 太鼓の達人 とびっきり!アニメスペシャル               | 水木一郎、堀江美都子と共に歌唱 |
| きっと もっと ずっと            | 太鼓の達人 とびっきり! アニメスペシャル              | 水木一郎、堀江美都子と共に歌唱 |
| ドリルファイター ゴーゴーDigDug | 太鼓の達人 とびっきり! アニメスペシャル              |                                |
| 翼                              | マブラヴ オルタネイティヴ 挿入歌                     |                                |
| 風雲無双伝                      | 真・三國無双BBイメージソング                         |                                |
| がんばれゴエモンのテーマ        | がんばれゴエモン〜ネオ桃山幕府のおどり〜 OP          |                                |
| 紅のケン                        | 熱唱!!STREET FIGHTER II                              |                                |
| SMILE AGAIN                     | がんばれゴエモン〜でろでろ道中 オバケてんこ盛り〜 OP |                                |
| THE BIGGEST FIGHT 〜激突〜      | ドラゴンボール FINAL BOUT OP                         |                                |
| くすぶるheartに火をつけろ!!     | ドラゴンボールZ2 OP                                  |                                |
| 俺はとことん止まらない!!        | ドラゴンボールZ3 OP                                  |                                |
| Super Survivor                  | ドラゴンボールZ Sparking! METEOR OP                  |                                |
| 勝利だ! 絶対フィニッシュ!!      | 70年代風ロボットアニメ ゲッP-X 挿入歌                |                                |
| ゲッP-エックス'99               | 70年代風ロボットアニメ ゲッP-X 挿入歌                |                                |
| 奇跡の炎よ燃え上がれ!           | ドラゴンボールZ バーストリミット OP                  |                                |
| 光のさす未来へ!                 | ドラゴンボールZ インフィニットワールド OP            |                                |
| Progression                     | ドラゴンボール レイジングブラスト OP                 |                                |
| Battle of Omega                 | ドラゴンボール レイジングブラスト2 OP                |                                |
| EVER LAST                       | ラストリベリオン 主題歌                              |                                |
| BRAND NEW RAINBOW               | 新世紀GPXサイバーフォーミュラSIN DREI Plus 主題歌    | 同人ゲーム（サンライズ公認）   |
| ヒッパレ!モンスターストライク   | モンスターストライク 主題歌                          |                                |
| 夜に裂く光                      | 東方LostWord MVproject楽曲                           |                                |
| GO! GO! ブリキ大王!!            | ライブ・ア・ライブ リメイク版 近未来編 主題歌        |                                |
| NEW DAYBREAK                    | あんさんぶるスターズ！！(流星隊)                     | 作曲として楽曲提供             |

### その他
| タイトル                        | タイアップ                                                           | 作曲        |
| ------------------------------- | -------------------------------------------------------------------- | ----------- |
| 哀愁のヨーロッパバイソンやねん  | なんでもQ「むしまるQ」                                               |             |
| イカスミダ、タコスミダ          | むしまるQ                                                            |             |
| あいつが正しいヤキソバン        | UFO仮面ヤキソバン                                                    |             |
| ほとんどクレイジー              |                                                                      | 沢田研二    |
| ウィ・アー・レイソル            | Jリーグ柏レイソルサポートソング                                      |             |
| 究極戦隊ヤリコマンダーVのテーマ | 『週刊ファミ通』やり込み特集テーマソング                             |             |
| 不可思議実験体ギバレンガー      | 映画『恋の門』劇中アニメ・テーマソング                               |             |
| Ready to love                   | 漫画『サイレントメビウス』イメージソング                             |             |
| ジュエル満開!フラゲッチュ!      | ダンシング☆フェアリー ミィヤ!のテーマソング                          |             |
| Super Robot Dynamites           | パチンコ機サンセイR&D製『CR超絶合体SRD』オリジナルメインテーマソング |             |
| 防衛戦士!ノートン・ファイター   | シマンテック「ノートン・ファイター」テーマソング                     |             |
| Ja mes Vu                       | DRAGON GATE所属プロレスラードラゴン・キッドテーマソング              |             |
| Let's save the world            | パチンコ機高尾製『CR REIDEEN』オリジナルメインテーマソング           |             |
| 駆けつける戦士たち              | 綜合警備保障「ALSOK」CMソング                                        |             |
| メガ!ギガ!サマー!               | パチスロ機大都技研製『ギラギラ爺サマー』オリジナルメインテーマソング |             |
| KO・BU・SHI ～鉄拳～            | パチンコ機CR 鉄拳 テーマソングアルバム                               | Toaki Usami |

## 出演作品
- ラジオドラマ『マジンカイザー』（1998年、文化放送） - 防衛隊員ヤマカゲ
- ラジオドラマ『ボイスラッガーごっこ』（1998年、文化放送） - ミッテル / ボイスラッガー・銀
- ミュージカル『ルパン三世 I'm LUPIN』（1998年） - 石川五ェ門
- 特撮テレビドラマ『ボイスラッガー』第4話（1999年、テレビ東京）※本人役
- テレビアニメ『超GALS!寿蘭』第5話（2001年、テレビ東京） - ストリートミュージシャン
- 仮面ライダーシリーズ - ライダーガシャット音声[注 3]
  - 特撮テレビドラマ『仮面ライダーゴースト』第49話・第50話（2015年、テレビ朝日）
  - 特撮テレビドラマ『仮面ライダーエグゼイド』（2016年、テレビ朝日）
- 牙狼〈GARO〉シリーズ - 魔導輪ザルバの声
  - 特撮テレビドラマ『牙狼〈GARO〉』（2005年、テレビ東京）[注 4] ※予告ナレーション兼任
  - 特撮テレビドラマ『牙狼〈GARO〉スペシャル 白夜の魔獣』（2006年、ファミリー劇場）
  - 映画『牙狼〈GARO〉〜RED REQUIEM〜』（2010年、東北新社）
  - 特撮テレビドラマ『牙狼〈GARO〉〜MAKAISENKI〜』（2011年、テレビ東京） ※予告ナレーション兼任
  - 映画『牙狼〈GARO〉〜蒼哭ノ魔竜〜（2013年、東北新社）
  - 特撮テレビドラマ『牙狼〈GARO〉〜闇を照らす者〜』（2013年、テレビ東京）
  - 特撮テレビドラマ『牙狼〈GARO〉-魔戒ノ花-』（2014年、テレビ東京） ※予告ナレーション兼任
  - テレビアニメ『牙狼〈GARO〉-炎の刻印-』（2014年、テレビ東京）
  - 映画『牙狼〈GARO〉-GOLDSTORM- 翔』（2015年、東北新社）
  - 特撮テレビドラマ『牙狼〈GARO〉-GOLDSTORM- 翔』（2015年、テレビ東京）
  - テレビアニメ『牙狼 -紅蓮ノ月-』（2015年、テレビ東京）
  - 特撮テレビドラマ『牙狼〈GARO〉-魔戒烈伝-』第9話（2016年、テレビ東京）
  - 映画『牙狼〈GARO〉-DIVINE FLAME-』（2016年、東北新社）
  - テレビアニメ『牙狼〈GARO〉-VANISHING LINE-』（2017年、テレビ東京）
  - 映画『牙狼〈GARO〉 神ノ牙-KAMINOKIBA-』（2018年、東北新社）
  - 映画『牙狼〈GARO〉-月虹ノ旅人-』（2019年、東北新社）
  - 映画『牙狼＜GARO＞TAIGA』（2025年〈予定〉、東北新社）

## 著書
- 『ゴールをぶっ壊せ　夢の向こう側までたどり着く技術』 中央公論新社〈中公新書ラクレ〉、2018年、ISBN 978-4-12-150608-5